# DrawingML
DrawingML ist eine von Microsoft für Microsoft Word und PowerPoint entwickelte XML-basierte Auszeichnungssprache für Vektorgrafiken. Sie wird ab Office 2010 verwendet und löste die Vector Markup Language (VML) ab. Ab Version 4.3 wird sie auch von LibreOffice unterstützt.
DrawingML wird zusammen mit WordprocessingML, SpreadsheetML und PresentationML zur Darstellung von grafischen Effekten verwendet.
DrawingML verwendet English Metric Units (EMUs) als Maßeinheit. Diese sind als 1/360.000 eines Zentimeters definiert, dessen Länge aber von den Bildschirmeinstellungen abhängt:
{\displaystyle EMU={\frac {Pixelzahl*914400}{Bildschirmaufl{\ddot {o}}sung}}}

## Codebeispiel
```
<p:spPr>

  
...

  
<a:effectLst>

    
<a:reflection
 
blurRad=
"6350"
 
stA=
"50000"

      
endA=
"300"
 
endPos=
"90000"
 
dir=
"5400000“

      sy="
-100000"
 
algn=
"bl"
 
/>

  
</a:effectLst>

</p:spPr>

<p:txBody>

  
<a:bodyPr
 
wrap=
"none"
 
rtlCol=
"0"
>

    
<a:spAutoFit
 
/>

  
</a:bodyPr>

  
<a:lstStyle
 
/>

  
<a:p>

    
<a:r>

      
<a:rPr
 
b=
"1”>

        <a:solidFill>

          <a:srgbClr val="
FF0000"
 
/>

        
</a:solidFill>

      
</a:rPr>

      
<a:t>
Reflective
 
Text
</a:t>

    
</a:r>

  
</a:p>

</p:txBody>

```